# Jeremy Hunt
Jeremy Hunt (Macklin, Saskatchewan, Canadà, 13 de març de 1974) és un ciclista britànic que fou professional entre el 1996 i el 2012.
Bon esprintador, en el seu palmarès destaquen dues victòries al Campionat nacional de ciclisme en ruta, el 1997 i 2001 i el Gran Premi de Plouay de 2002.

## Palmarès
- 1995
  - 1r al Gran Premi Cristal Energie
  - 1r a l'Internatie Reningelst
- 1997
  -  Campió del Regne Unit en ruta
  - 1r al Circuit de Getxo
  - Vencedor de 2 etapes del Tour de l'Avenir
  - Vencedor d'una etapa de la Volta a Aragó
  - Vencedor d'una etapa del Circuit de La Sarthe
  - Vencedor d'una etapa del Gran Premi do Minho
  - Vencedor d'una etapa del Gran Premi Joaquim Agostinho
  - Vencedor d'una etapa de la Commonwealth Bank Classic
  - Vencedor d'una etapa de la Volta a La Rioja
  - Vencedor d'una etapa de la Gran Premi Internacional Telecom
- 1998
  - 1r al Trofeu Alcúdia
  - Vencedor de 2 etapes de la Volta a Portugal
- 2000
  - Vencedor d'una etapa del Tour del Mediterrani
  - Vencedor d'una etapa del Herald Sun Tour
  - Vencedor d'una etapa de la Sea Otter Classic
- 2001
  -  Campió del Regne Unit en ruta
  - Vencedor d'una etapa del Circuit Franco-belga
  - Vencedor d'una etapa del Tour de la Somme
- 2002
  - 1r al Gran Premi de Plouay
- 2003
  - Vencedor d'una etapa del Tour de Picardia
- 2005
  - Vencedor d'una etapa del Tour de la Regió valona
- 2007
  - 1r al Gran Premi d'Obertura La Marseillaise
- 2008
  - Vencedor d'una etapa del Tour de Langkawi
- 2009
  - Vencedor d'una etapa de la Volta a Dinamarca

### Resultats al Tour de França
- 2010. 163è de la classificació general

### Resultats a la Volta a Espanya
- 2002. Abandona (7a etapa)
- 2008. 107è de la classificació general

### Resultats al Giro d'Itàlia
- 2009. 150è de la classificació general
- 2012. No surt (15a etapa)